# WebSQL Database
WebSQL é uma especificação obsoleta da API do navegador da Web para armazenar dados em bancos de dados que podem ser consultados usando a variante SQL.
A API é suportada pelo Google Chrome, Opera, Microsoft Edge, e pelo navegador Android, embora o suporte esteja sendo gradualmente eliminado. O Web SQL foi preterido e removido para contextos de terceiros no Chromium 97. O acesso Web SQL em contextos inseguros está obsoleto a partir do Chromium 105, momento em que uma mensagem de aviso será exibida no painel de problemas do Chrome DevTools.
O W3C Web Applications Working Group parou de trabalhar na especificação em novembro de 2010, citando a falta de implementações independentes (ou seja, usando um sistema de banco de dados diferente do SQLite como back-end) como o motivo pelo qual a especificação não poderia avançar para se tornar uma recomendação do W3C.
A Mozilla Corporation foi uma das principais vozes por trás do rompimento das negociações e da depreciação do padrão, ao mesmo tempo em que foi o principal proponente por trás de um padrão de 'armazenamento alternativo', o IndexedDB. O argumento da Mozilla contra ele se tornar um padrão era porque ele codificaria as peculiaridades do SQLite.